# Wennington (Lancashire)
Wennington is een civil parish in het bestuurlijke gebied Lancaster, in het Engelse graafschap Lancashire met 178 inwoners.